# Ástiján megye

Markazi tartomány megyéinek elhelyezkedése

Astiján megye (perzsául: شهرستان آشتیان) Irán Markazi tartományának egyik keleti megyéje az ország középső, nyugati részén. Északon Tafres megye, keleten Kom tartomány, délkeleten Delidzsán megye, délen és délnyugaton Arák megye, nyugatról Faráhán megye határolják. Székhelye a 8300 fős Ástiján városa. A megye lakossága 19 011 fő, területe 1239 km². A megye egy kerületből áll: Központi kerület.

## Fordítás
- Ez a szócikk részben vagy egészben  az   Ashtian County című angol Wikipédia-szócikk ezen változatának fordításán alapul.  Az eredeti cikk szerkesztőit annak laptörténete sorolja fel. Ez a jelzés csupán a megfogalmazás eredetét és a szerzői jogokat jelzi, nem szolgál a cikkben szereplő információk forrásmegjelöléseként.